# .aq
.aq ist die länderspezifische Top-Level-Domain (ccTLD) der Antarktis. Sie existiert seit dem 26. Februar 1992 und wird von der Firma Mott and Associates aus Neuseeland verwaltet.
Die .aq-Domain ist eine der wenigen Domains, die komplett kostenlos sind. Eine Adresse unter .aq kann von den Regierungsorganisationen der Länder beantragt werden, die den Antarktisvertrag unterzeichnet haben. Auch andere Organisationen, die sich auf dem Gebiet der Antarktis aufhalten, können eine .aq-Adresse registrieren. Dazu zählen auch unbemannte Einrichtungen und vorübergehende Aufenthalte.